# Pellona flavipinnis
Pellona flavipinnis är en fiskart som först beskrevs av Valenciennes, 1837.  Pellona flavipinnis ingår i släktet Pellona och familjen Pristigasteridae. Inga underarter finns listade i Catalogue of Life.